# برنار لوفور
برنار لوفور (فرانسوی: Bernard Lefèvre‎؛ زادهٔ ۲۲ ژوئن ۱۹۳۰ – درگذشتهٔ ۱۶ دسامبر ۲۰۱۹) بازیکن فوتبال اهل فرانسه بود.
از باشگاه‌هایی که در آن بازی کرده‌است می‌توان به باشگاه فوتبال المپیک مارسی، باشگاه فوتبال لیل، باشگاه فوتبال سن-اتین، و باشگاه فوتبال لیل اشاره کرد.
وی همچنین در تیم ملی فوتبال فرانسه بازی کرده‌است.